# Miss Macao
Miss Macao est un concours de beauté féminine, destiné aux jeunes femmes habitantes et de nationalité macanaise. Il a été fondé en 1972 par la Sociedade de Turismo e Diversões de Macau et n'a eu lieu régulièrement que de 1985 à 1997, puis en 2008, 2009 et 2019.
Depuis 1986, la sélection permet de représenter Macao au concours de Miss Monde.
Il existe plusieurs autres concours de beauté à Macao, Miss Univers Macao (en 2024 seulement), Miss Monde Macao (de 1986 à 1997, puis irrégulièrement depuis 2010) et Miss International Macao (à peu-près régulièrement depuis 2005).

## Les Miss
2012 : Winnie Sin, 25 ans, 1,78m